# Ikkyū Sōjun
 (mars 2024).
Si vous disposez d'ouvrages ou d'articles de référence ou si vous connaissez des sites web de qualité traitant du thème abordé ici, merci de compléter l'article en donnant les références utiles à sa vérifiabilité et en les liant à la section « Notes et références ».
Ikkyū Sōjun (一休 宗純, Ikkyū Sōjun, 1394 à Kyōto - 1481) est un moine et poète japonais, devenu l'une des figures marquantes du Japon.

## Biographie
Ikkyū naît en 1394 pendant la période Muromachi sous le nom de Sengikumaru ; il serait le fils de l'empereur Go-Komatsu. Les spécialistes ne s'accordent pas sur ce point. Il entre au monastère Ankoku-ji à six ans et se montre très doué pour la poésie.
À 17 ans il choisit de suivre le moine Ken'ō Sōi au temple Saikon-ji, qui lui donne le nom de Sōjun. À la mort de ce dernier, Ikkyū qui a 21 ans décide de suivre l'enseignement de la branche du Daitoku-ji, le temple principal de l'école Rinzai[réf. souhaitée], en entrant sous la direction de Kasō Sōdon (華叟宗曇) au temple Shōzui-an. Kasō le nomme alors Ikkyū.
Alors qu'il médite sur une barque sur le lac Biwa, Ikkyū entend le cri d'une corneille ou d'un corbeau et atteint le satori (l’éveil), il en parle à son maître Kasō qui décide d'en faire son successeur mais Ikkyū refuse. Il quitte alors le monastère pour vagabonder et retrouver sa mère, qui décédera peu après.
Son premier disciple est Sōgen, il ouvre un temple en 1433 à Sakai. Il part ensuite vivre en ermite près de Kyōto[réf. nécessaire].
À l'âge de 47 ans, il est nommé supérieur du Nyoi-an (如意庵) dans l'enceinte du Daitoku-ji. Il quitte très vite ses fonctions car il ne trouve aucun intérêt au travail figé des moines de haut rang. Lorsque le temple est incendié durant la guerre d'Ōnin (1467-1477), il soutient les efforts de reconstruction, avec l'aide de nombreux marchands de Sakai.
En 1480, il publie Nuages fous, un recueil de poésies en chinois classique[réf. souhaitée].
Vers la fin de sa vie, il est pris d'amitié (ou d'amour ?) pour Shinme, une aveugle, qui ne le quittera plus jusqu'à son dernier souffle[réf. nécessaire]. Il meurt en 1481 à 88 ans d'une phase aiguë de malaria[réf. souhaitée].

## Influence
Ikkyū fut écœuré par la déchéance de l'école Rinzai. Sa personnalité et son personnage sont toujours liés aux femmes et aux plaisirs, en totale contradiction envers les engagements bouddhiques traditionnels (mais il ne répudiait ni le Bouddha ni ses maîtres, bien au contraire).[réf. nécessaire]. Malgré un nombre important de disciples, il ne voulut jamais désigner de successeur.
Il composa de nombreux poèmes drôles et érotiques, il devint très populaire pour ses satires. Ikkyū est également reconnu pour ses calligraphies zen.

## Œuvres traduites
- La Saveur du zen, trad. Maryse Shibata et Masumi Shibata, éditions Albin Michel, 1998. Poèmes et sermons d'Ikkyū et de ses disciples.
- Nuages fous, trad. Maryse Shibata et Masumi Shibata, éditions Albin Michel, 1991. Compilation de 108 stances.
- Poèmes du zen des cinq montagnes, trad. du chinois par Alain-Louis Colas, Maisonneuve et Larose, 1991.

## Postérité
Ikkyū est une icône importante de la culture japonaise, l'un des moines les plus connus de l'histoire du Japon,. Célèbre dès son vivant, il connaît une postérité par l'influence qu'il a eue sur la culture dite de Higashiyama et surtout parce qu'il devient, à partir de l'époque d'Edo, le héros d'une littérature populaire le mettant en scène soit enfant soit adulte[réf. incomplète], les Ikkyūbanashi (一休咄, « histoires d'Ikkyû »).
L'oeuvre moderne la plus connue est le dessin animé Ikkyū-san (en), diffusé initialement à la télévision d'octobre 1975 à juin 1982 et maintes fois rediffusé au Japon. Ikkyū y est présenté comme un mignon petit bonze en formation, faisant des bêtises, souffrant d'avoir été séparé de sa mère, et surmontant les difficultés grâce à sa vivacité d'esprit exceptionnelle.
Plus récemment, le manga Ikkyu de Hisashi Sakaguchi (1993-1995) raconte sa vie. Il est également évoqué dans le manga Afterschool Charisma de Kumiko Suekane 2008-2014, sous la forme d'un clone.